# Geoxus valdivianus
Geoxus valdivianus é uma espécie de roedor da família Cricetidae. É a única espécie do género Geoxus.
Pode ser encontrada nos seguintes países: Argentina e Chile.